# Фил Ламар
Филип „Фил“ Ламар (на английски: Phillip "Phil" LaMarr) (роден на 24 януари 1967 г.) е американски озвучаващ актьор.
Познат е с малката си, но запомняща се роля на Марвин в „Криминале“. Най-известен е като озвучаващ актьор в анимационните поредици „Футурама“, „Статичен шок“, „Самурай Джак“ (където озвучава главния герой), „Лигата на справедливостта“, „Домът на Фостър за въображаеми приятели“, „Невероятният Спайдър-Мен“, „Междузвездни войни: Войните на клонираните“, „Костенурките нинджа“ и други.